# Sidalcea ranunculacea
Sidalcea ranunculacea är en malvaväxtart som beskrevs av Edward Lee Greene. Sidalcea ranunculacea ingår i släktet axmalvor, och familjen malvaväxter. Inga underarter finns listade i Catalogue of Life.

## Bildgalleri

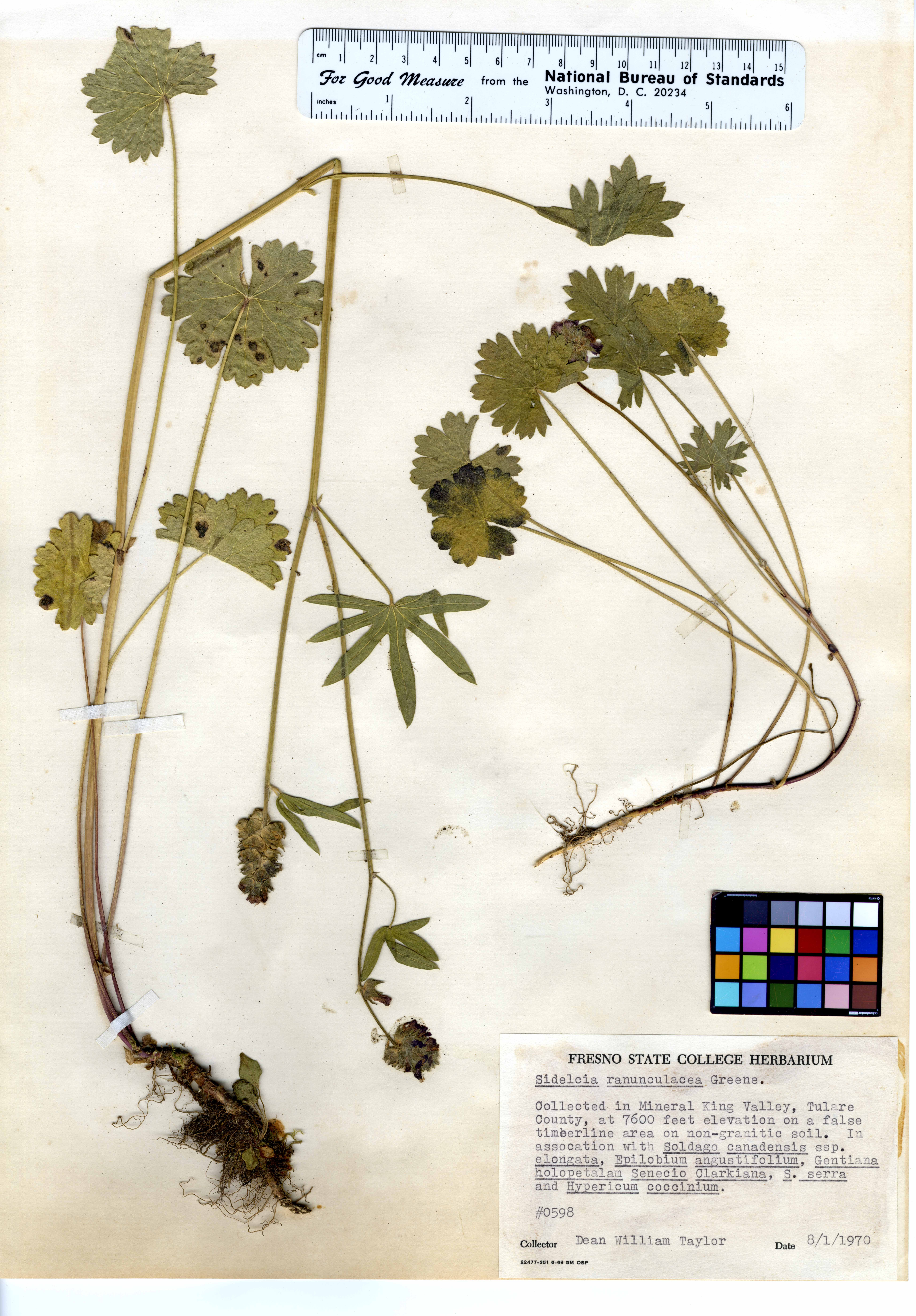